# 山東郵便局 (和歌山県)
山東郵便局（さんどうゆうびんきょく）は、和歌山県和歌山市にある郵便局。民営化前の分類では集配特定郵便局であった。

## 概要
住所：〒640-0399 和歌山県和歌山市伊太祈曽101-1

## 沿革
- 1875年（明治8年）12月1日 - 伊太祈曽（いだきそ）郵便局（五等）として開設[1]。
- 1885年（明治18年）10月1日 - 貯金取扱を開始。
- 1892年（明治25年）4月1日 - 山東郵便局に改称。
- 1896年（明治29年）7月1日 - 為替取扱を開始。
- 1970年（昭和45年）10月22日 - 北野上郵便局[2]から和文電報配達業務の一部[3]を移管[4]。
- 1971年（昭和46年）3月26日 - 電話交換および欧文電報受付業務を和歌山電報電話局に移管。
- 2007年（平成19年）10月1日 - 民営化に伴い、併設された郵便事業和歌山支店山東集配センターに一部業務を移管。
- 2012年（平成24年）10月1日 - 日本郵便株式会社発足に伴い、郵便事業和歌山支店山東集配センターを山東郵便局に統合。

## 取扱内容
- 郵便、印紙、ゆうパック、内容証明
- 貯金、為替、振替、振込、国際送金、国債
- 生命保険、バイク自賠責保険
- ゆうちょ銀行ATM
- 和歌山市内の一部地域（郵便番号640-03xx地域）の集配業務

## 風景印
- 図案は和歌山自然観察の森ネイチャーセンターと筍。局名表示は「和歌山 山東」
- 使用開始日は1991年10月23日

## 周辺
- 和歌山電鐵本社
- 伊太祁󠄀曽神社

## アクセス
- 和歌山電鐵貴志川線 伊太祈曽駅から北東へ200m（徒歩約6分）
局と同名の山東駅からは、やや離れている（約1km）ので注意が必要。
- 阪和自動車道 和歌山南SICから東へ約2.3km
- 和歌山県道13号和歌山橋本線沿い
- 駐車場あり：4台